# Trespass (албум)
Trespass е вторият студиен албум на британската рок група Дженезис, записан и издаден през 1970 година. Това е последната плоча с китариста Ентъни Филипс. В Trespass се долавя прогресив рок звучене с фолк мотиви, бурно отстъпление от предишните работи на състава.
Композициите са като цяло по-дълги и усложнени в сравнение с първия албум. Записите имат приглушено, пасторално звучене. Групата е недоволна от уменията на Джон Мейхю на барабаните и го заместват с Фил Колинс след напускането на Ентъни Филипс.
Trespass е първият албум на Дженезис, записан в лондонското Трайдънт Студиос. Той не постига голям търговски успех във Великобритания, достигайки позиция №98 за една седмица през 1984 г., но е посрещнат добре от критиката. Има сравнително голям успех в Белгия, където стига №1, и това води до концерти на групата в тази държава.